# Bits

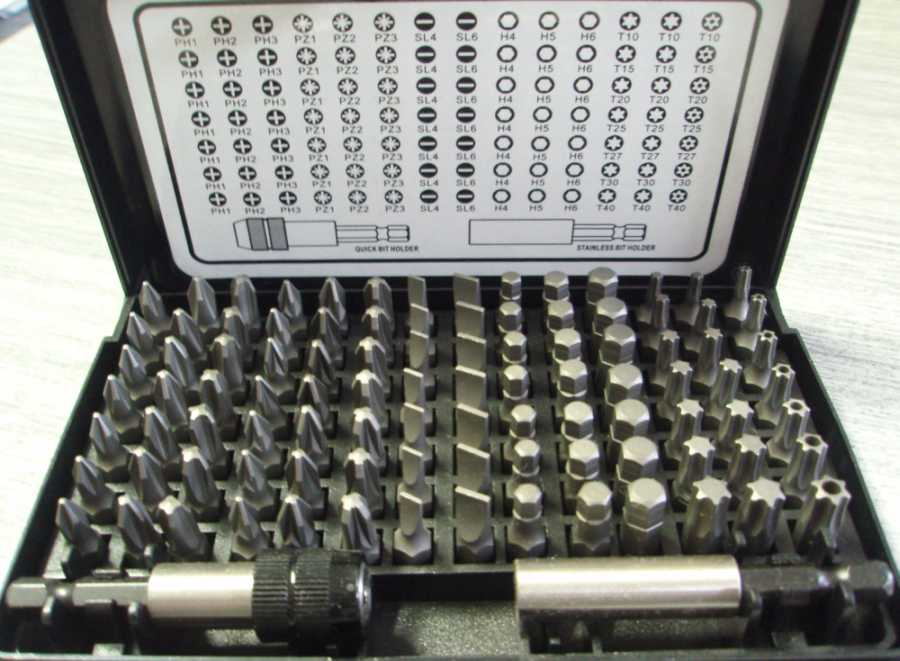
Bitshållare med bits

Vanligt förekommande typer av bits

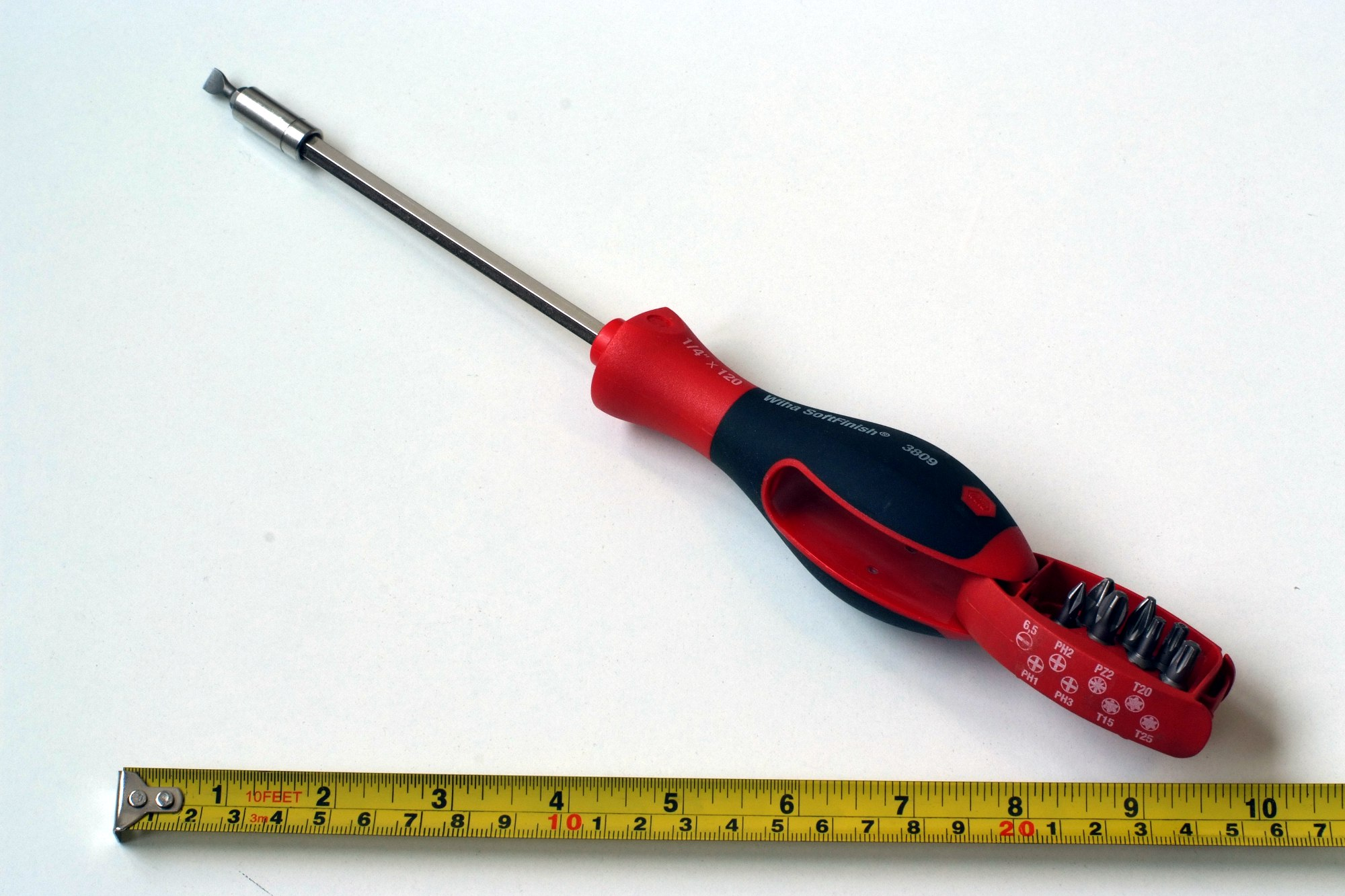
Skruvmejsel med bithållare för utbytbara bits

En bits (plural: bits eller bitsar) är en kort utbytbar skruvmejselspets som appliceras i olika handdrivna bitshållare, skruvdragare eller för ändamålet gynnsamma borrmaskiner. Bits är vanligt för flera olika typer av skruvmejslar eller verktyg utrustade med en bitshållare, en hållare för bits. Ett exempel på andra sådana verktyg är skruvdragare.

## Fördelar och nackdelar

### Fördelar med bits
- Bits är lätt utbytbara för olika skruvar i respektive bitshållare eller verktyg.
- Priset per verktyg har reducerats = samma mejsel eller maskin för olika bits.
- Bits tillhandahålls även med en beläggning av titan eller härdat stål.

### Nackdelar med bits
- Klumpigare klinga (skaft) kan göra det svårt att komma åt vissa skruvar
- Glapp i förbindelsen mellan bitshållare och bit, framförallt lågkvalitativa verktyg